# Бронте, Эмили
Э́мили Джейн Бро́нте (англ. Emily Jane Brontë) (30 июля 1818, Торнтон, Уэст-Йоркшир, Великобритания — 19 декабря 1848, Хоэрт, там же) — английская писательница и поэтесса, средняя из трёх сестёр Бронте. Автор романа «Грозовой перевал», а также ряда стихотворений.

## Биография
Эмили была пятым ребёнком в семье бедного священника ирландского происхождения Патрика Бронте и его жены Марии Бренуэлл. Мать умерла, когда Эмили было три года. Бо́льшую часть своей жизни Эмили провела в деревне Хоэрт (Уэст-Йоркшир). Некоторое время вместе со старшими сёстрами она училась в благотворительной школе в Кован-Бридж. Эпидемия, разразившаяся в школе и унёсшая жизни двух её сестёр, Марии и Элизабет, потрясла шестилетнюю Эмили и отразилась на всей её последующей жизни и творчестве. Особенно близкие родственные и творческие отношения связывали Эмили с младшей сестрой Энн. Подобно брату Бренуэллу и Шарлотте, сочинявшим романтические повести «ангрианского цикла», Эмили и Энн создали свой воображаемый мир, Гондал, источник их поэтического вдохновения.
Несколько месяцев в 1835 году Эмили проучилась в Роухедской школе, но вскоре вернулась в Хоэрт из-за тоски по дому. В 1837 году она служит учительницей в предместье Галифакса Лоу-Хилле, а в 1842 году вместе с Шарлоттой уезжает в Брюссель для продолжения образования. После возвращения из Брюсселя, Эмили покинет Хоэрт лишь однажды — в 1845 году Энн организует для неё и себя короткую поездку в Йорк.
В 1846 году выходит поэтический сборник «Стихотворения Каррера, Эллиса и Эктона Беллов». Стихи Эмили — «Эллиса» — получают довольно высокую оценку критики. В 1847 году был опубликован её роман «Грозовой перевал», который впоследствии принес ей славу. При жизни Эмили этот роман остался практически незамеченным, лишь к концу XIX века он получил всеобщее признание в литературных кругах.
В биографической справке Шарлотта отмечала «ужасающую, великую мрачность», пронизывающую повествование о двух йоркширских семействах Эрншо и Линтонов и их злом гении Хитклиффе. Кэтрин Эрншо и Хитклиффа связывает бурная, демоническая, мятежная страсть. Их любовь трагична. Только после смерти они чудесным образом соединяются. Известная английская писательница Элизабет Гаскелл, писала, что роман «Грозовой перевал» вызвал у многих читателей дрожь ужаса и «отвращения к той выразительности… с которой были изображены дурные… персонажи». Однако роману присущи моральная сила и мудрость, жестокости, коварству и безумию противостоит разум и справедливость.
Как и её сестра Энн, Эмили Бронте почти не имела близких отношений с людьми вне семейного круга. Её переписка почти полностью утрачена. Более того, в своём письме Эллен Насси она с иронией заметила, что «похоже, никогда в жизни не писала нормальных писем».

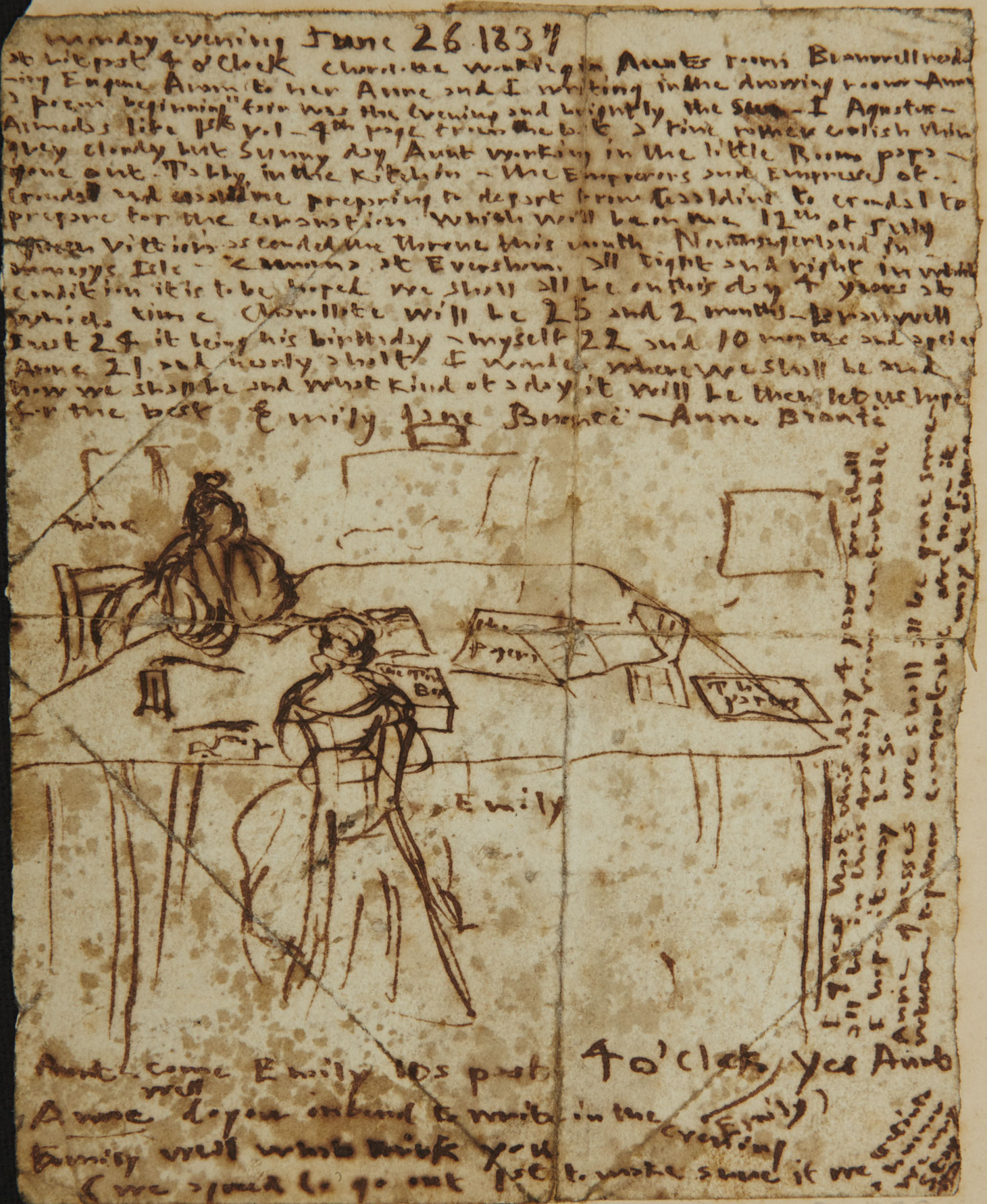
Страница из дневника Эмили, на которой изображена она с сестрой Энн, 1837 год

В настоящее время особенно высоко оценивается её поэзия. Стихотворения «Воспоминание» (Remembrance), «Узник» (The Prisoner) и другие принесли ей славу талантливой поэтессы, не менее оригинальной, чем Блейк, Шелли и Байрон.
В сентябре 1848 года Эмили простудилась на похоронах брата и через два месяца умерла от скоротечной чахотки.
В честь сестёр Бронте и их брата Бренуэлла назван кратер на Меркурии.
Эмили Бронте изображена на британской почтовой марке 1980 года.

## Роман
- Грозовой перевал, 1847 год.

## Стихотворения
- Полное собрание стихотворений Эмили Бронте под редакцией Ч. У. Хэтфилда, 1941 год.

## Письма, эссе, дневники

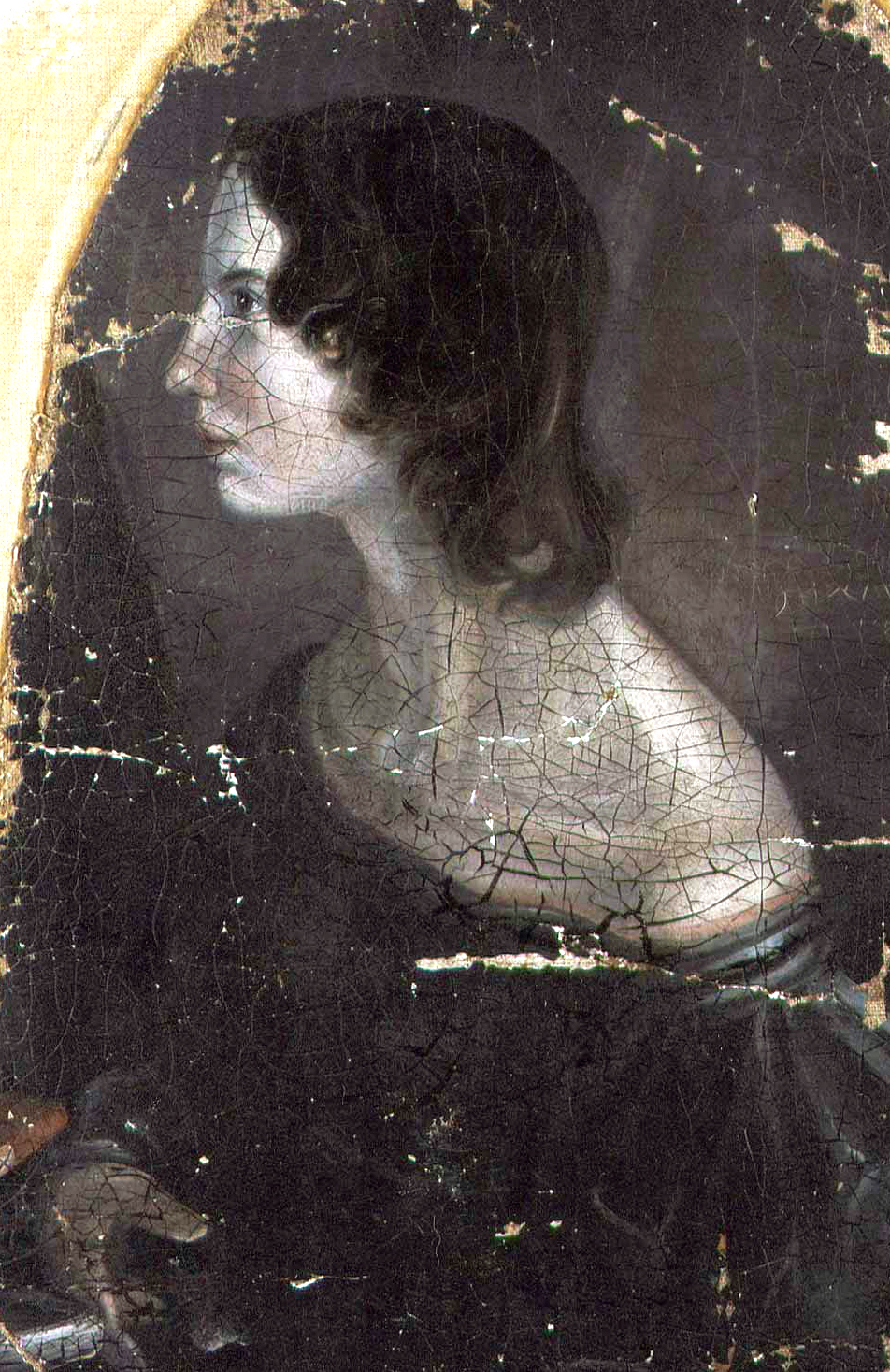
Принадлежность знаменитого "Профильного портрета" сегодня оспаривается. Вероятнее всего, на нём изображена Энн, а не Эмили.

Обучаясь французскому языку в Брюсселе с Шарлоттой, Эмили написала несколько небольших сочинений (бельгийские эссе), которые дошли до наших дней. Помимо них сохранились четыре так называемые «дневниковые бумаги», две из которых написаны в пару к аналогичным «бумагам» Энн Бронте. Поскольку у Эмили не было друзей вне семейного круга, её переписка почти полностью утрачена (за исключением пары коротких записок к подруге Шарлотты Эллен Насси). В Музее сестёр Бронте хранятся некоторые из сохранившихся документов.

## Фильмография
- Эмили (Emily, 2022) — фильм-биография о жизни Эмили Бронте. Производство: Великобритания, США. В роли Эмили Бронте: британская актриса Эмма Маки.
- Кармилла[англ.] (The Carmilla Movie, 2017) — комедийный фильм ужасов. Производство: Канада. В роли Эмили Бронте: Кара Ги.